# アンリ・トルネ＝シャヴィニー
アンリ・トルネ＝シャヴィニー（Henri Torné-Chavigny, 1826年6月20日 - 1880年7月5日）は、フランスの司祭。16世紀フランスの占星術師ノストラダムスに関して、信奉者の立場で多数の著書を刊行した。本名はアンリ＝アントワーヌ・トルネ (Henri-Antoine Torné) であるが、ノストラダムスの秘書であったジャン＝エメ・ド・シャヴィニーに肖って姓に「シャヴィニー」を加えた。司祭であったことから、トルネ師（アベ・トルネ, l'abbé Torné）とも呼ばれる。
本人の語るところによれば、1826年にラ・ロッシェルで生まれたという。母方の祖父の名はノエル＝ジャック・シャヴィニ (Noel-Jacques Chavigni) で、アンリ・トルネは後年、この姓がノストラダムスの秘書シャヴィニー (Chavigny) とほぼ同じものであることもあって、自らの姓に付け加えたのだという。
彼は、1852年にラ・ロッシェルで司祭に任命された後、ラ・クロットに主任司祭として、次いでサン＝ドニ＝デュ＝パンに同じく主任司祭として赴任した。ノストラダムスに関心を持ち、多くの文献を集めて研究を行った。後には研究に専念するため、司祭職を辞した。彼が1860年からの20年間に刊行したノストラダムス関連書は、確認されているだけで30冊を超える（再版を含む）。19世紀までの信奉者は1-2冊の解釈書しか出さないのが普通であり、彼の活動は突出したものであった。
彼は熱烈なレジティミスト（ブルボン朝支持者）であり、シャンボール伯が王位に就くことを疑わなかった。それゆえ、彼の近未来解釈には、「アンリ5世」に関連するものが多くあった。結局、シャンボール伯は王位に就くことなく1883年に世を去るが、トルネ＝シャヴィニーはその3年前に没し、自身の解釈の結果を見ることはなかった。
彼の解釈は典型的な信奉者のものであり、「ポー、ネー、ロロン」（Pau, Nay, Lolon / 百詩篇第8巻1番）を並べ換えて「国王ナポロン」（Roy Napaulon, ナポレオン）を導き出す解釈のように、後代に踏襲されたものもある。また、百詩篇第9巻1番に自分のことが予言されている、と解釈した。この手の解釈は信奉者にはしばしば見られるが（同じ詩は、後に中村恵一やヴライク・イオネスクも「自分のことだ」と解釈した）、彼が最初であると思われる。
その一方で、彼は、ノストラダムスの『予言集』第一序文がジロラモ・サヴォナローラの著書と酷似した箇所を多く含むことや、1559年に出されたノストラダムス名義の日食に関する著書が、ツィプリアン・レオヴィッツの著書からの丸写しであることなどなど、現在の実証的な研究にも寄与する重要な指摘も行っており、「思い込みの激しい信奉者」だけでは片付けられない側面も持っていた。
彼はノストラダムスに関するかなりの文献を持っていたようだが、フランス国立図書館などに寄贈することは拒んだ。彼の予言解釈ではパリの破滅が導き出されていたからであり、寄贈した書物が灰燼に帰することを恐れたからだという。なお、蔵書の少なくとも一部は、弟子筋に当たるエクトール・リゴーが譲り受けた。

## 主要著作
- ノストラダムスによって予言・判断された歴史 L'histoire prédite et jugée par Nostradamus （全3巻、1860-1862年）
- 1566年にピエール・リゴーによって出版された『予言集』復刻版 Réédition du Livre des Prophéties de Nostradamus, publié en 1566 chez Pierre Rigaud.（1862年、再版1872年）
実際の底本は1716年頃にアヴィニョンで作成された偽年代版。
- 大予言者の書簡 Lettres du grand prophète d'après l'histoire prédite et jugée par Nostradamus. （1862年）
以降、様々なサブタイトルを持つ『大予言者の新書簡』として、次々に新作が出された。